# Danh sách đảo theo tên (E)
Danh sách dưới đây liệt kê các đảo bắt đầu bằng ký tự E.
Đây là một danh sách chưa hoàn tất, và có thể sẽ không bao giờ thỏa mãn yêu cầu hoàn tất. Bạn có thể đóng góp bằng cách mở rộng nó bằng các thông tin đáng tin cậy.
A - B - C - D - Đ - E - F - G - H - I - J - K - L - M - N - O - P - Q - R - S - T - U - V - W - X - Y - Z

## E
| Tên đảo                        | Quần đảo / Nhóm đảo                                  | Quốc gia |
| ------------------------------ | ---------------------------------------------------- | --- |
| Eagle                          | Disambiguation                                       | |
| Eagle                          | Washington                                           | Hoa Kỳ |
| Eagle                          | Apostle Islands, Wisconsin                           | Hoa Kỳ |
| Eagle Nest                     | Alabama                                              | Hoa Kỳ |
| Earnheart                      | Arkansas                                             | Hoa Kỳ |
| Easdale                        | Slate Islands                                        | Scotland |
| East Brother                   | The Brothers, Hồng Kông                              | Trung Quốc |
| East Caicos                    | Bahamas, Turks and Caicos Islands                    | Vương quốc Anh |
| East Cay                       | Leeward Islands in the Tiểu Antilles, Anguilla       | Vương quốc Anh |
| East Cay                       | Leeward Islands in the Tiểu Antilles                 | Saint Kitts và Nevis |
| East Cay                       | Bahamas, Turks and Caicos Islands                    | Vương quốc Anh |
| East Falkland                  | Quần đảo Falkland                                    | Vương quốc Anh |
| East Hardwood                  | Lake Nipissing, Ontario                              | Canada |
| East                           | Bản mẫu:Country data Western Úc                      | Úc |
| East                           | Bản mẫu:Country data Western Úc                      | Úc |
| East                           |                                                      | Úc |
| East                           |                                                      | New Zealand |
| East                           | Rhode Island                                         | Hoa Kỳ |
| East Linga                     | Quần đảo Shetland                                    | Scotland |
| East Okak                      | Newfoundland and Labrador                            | Canada |
| East Seal Dog                  | British Virgin Islands                               | Vương quốc Anh |
| East Sister                    | Lake Erie, Ontario                                   | Canada |
| East Redonda                   | Strait of Georgia, British Columbia                  | Canada |
| East Rous                      | North Channel, Ontario                               | Canada |
| East Ship                      | Mississippi                                          | Hoa Kỳ |
| East Timbalier                 | Timbalier Bay, Louisiana                             | Hoa Kỳ |
| Eastern                        | North Channel, Ontario                               | Canada |
| Ilet A Eau                     | Tiểu Antilles, Martinique                            | Pháp |
| Ebeye                          | Ralik Chain                                          | Quần đảo Marshall |
| Ebon Atoll                     | Ralik Chain                                          | Quần đảo Marshall |
| Echo                           | Georgian Bay, Ontario                                | Canada |
| Eclipse                        | Great Palm Island group, Queensland                  | Úc |
| Eday                           | Bản mẫu:Country data Orkney Islands                  | Scotland |
| Eden                           | Arkansas                                             | Hoa Kỳ |
| Egdell                         | Nunavut                                              | Canada |
| Edgeøya                        | Svalbard                                             | Na Uy |
| Estido                         | South Carolina                                       | Hoa Kỳ |
| Edith Hammock                  | Alabama                                              | Hoa Kỳ |
| Éfaté                          | Thái Bình Dương                                      | Vanuatu |
| Egg Island                     | Great Salt Lake                                      | Hoa Kỳ |
| Egg                            | Bahamas                                              | Bahamas |
| Egg                            | North Channel, Ontario                               | Canada |
| Egholm                         | Limfjord                                             | Đan Mạch |
| Egilsay                        | The North Isles, Bản mẫu:Country data Orkney Islands | Scotland |
| Eglington                      | Queen Elizabeth Islands, Các Lãnh thổ Tây Bắc        | Canada |
| Eigg                           | Inner Hebrides                                       | Scotland |
| Eighteen Mile                  | French River, Ontario                                | Canada |
| Eightmile                      | West Virginia                                        | Hoa Kỳ |
| Eilean Buidhe                  | Burnt Islands                                        | Scotland |
| Eilean Dubh                    | Kyles of Bute                                        | Scotland |
| Eilean Dubh                    | Summer Isles                                         | Scotland |
| Eilean Dubh                    | Sound of Jura                                        | Scotland |
| Eilean Dubh                    | Loch Craignish                                       | Scotland |
| Eilean Dubh                    | Balnakeil Bay                                        | Scotland |
| Eilean Dubh                    | Loch Shiel                                           | Scotland |
| Eilean Dubh a' Chumhainn Mhòir | Loch Tarbert                                         | Scotland |
| Eilean Dubh Mòr                | Inner Hebrides                                       | Scotland |
| Eilean Dearg                   | Islands of the Clyde                                 | Scotland |
| Eilean Fraoich                 | Burnt Islands                                        | Scotland |
| Eilean Gowan                   | Lake Muskoka, Ontario                                | Canada |
| Eilean Mòr                     | Burnt Islands                                        | Scotland |
| Ekerö och Munsö                |                                                      | Thụy Điển |
| Ekinlik                        | Sea of Marmara                                       | Thổ Nhĩ Kỳ |
| El Hierro                      | Canary Islands                                       | Tây Ban Nha |
| Elafonissos                    |                                                      | Hy Lạp |
| Elba                           | Tuscan Archipelago                                   | Ý |
| Elbow Cay                      | Bahamas                                              | Bahamas |
| Elephant                       | Jason Islands of the Quần đảo Falkland               | British Overseas Territory of the Vương quốc Anh                                                                                         |
| Elephant                       | South Quần đảo Shetland                              | Claimed by Argentine Antarctica, Argentina, Antártica Chilena Province of Chile và Lãnh thổ châu Nam Cực thuộc Anh of the Vương quốc Anh |
| Elephanta                      | Maharashtra                                          | Ấn Độ |
| Eleuthera                      | Bahamas                                              | Bahamas |
| Eliot                          | Alabama                                              | Hoa Kỳ |
| Eliza                          | San Juan Islands, Washington                         | Hoa Kỳ |
| Elizabeth                      | Bahamas                                              | Bahamas |
| Elizabeth                      | Bermuda                                              | Vương quốc Anh |
| Elizabeth                      | Georgian Bay (Parry Sound), Ontario                  | Canada |
| Elizabeth                      | Lake Superior, Michigan                              | Hoa Kỳ |
| Elizabeth                      | Western Port Bay, Victoria                           | Úc |
| Elk                            | Wyoming                                              | Hoa Kỳ |
| Ellef Ringnes                  | Sverdrup Islands, Nunavut                            | Canada |
| Ellesmere                      | Nunavut                                              | Canada |
| Ellis                          | New York Harbor, New York                            | Hoa Kỳ |
| Elm                            | Maryland/ Virginia                                   | Hoa Kỳ |
| Elm                            | North Channel, Ontario                               | Canada |
| Elm                            | Montgomery County, Maryland near Blockhouse Point    | Hoa Kỳ |
| Elmtree                        | Georgian Bay, Ontario                                | Canada |
| Eloaua                         | St. Matthias Islands                                 | Papua New Guinea |
| Elobey Grande                  | Río Muni                                             | Equatorial Guinea |
| Elobey Chico                   | Río Muni                                             | Equatorial Guinea |
| Eluvai Theevu                  |                                                      | Sri Lanka |
| Émaé                           | Shepherd Islands                                     | Vanuatu |
| Émao                           | Shepherd Islands                                     | Vanuatu |
| Emerald                        | Đại Antilles                                         | Jamaica |
| Emerald                        | Queen Elizabeth Islands, Các Lãnh thổ Tây Bắc        | Canada |
| Emerald                        | Buckhorn Lake, Ontario                               | Canada |
| Emirau                         | St. Matthias Islands                                 | Papua New Guinea |
| Enchanted                      | Sông Mississippi, Iowa                               | Hoa Kỳ |
| Endelave                       | Kattegat                                             | Đan Mạch |
| Endicott                       | Beaufort Sea, Alaska                                 | Hoa Kỳ |
| Endymion                       | St. Lawrence River, Ontario                          | Canada |
| Enewetak                       | Ralik chain                                          | Quần đảo Marshall |
| Cayo Enrique                   | Đại Antilles, Puerto Rico                            | Hoa Kỳ |
| Enterprise Island              | Sông Mississippi, Illinois                           | Hoa Kỳ |
| Epi                            | Thái Bình Dương                                      | Vanuatu |
| Epsilon                        | Bermuda                                              | Vương quốc Anh |
| Ereikoussa                     |                                                      | Hy Lạp |
| Erikub Atoll                   | Ralik Chain                                          | Quần đảo Marshall |
| Isla del Erio                  | Đại Antilles, Puerto Rico                            | Hoa Kỳ |
| Ermal                          | Minho Islands                                        | Bồ Đào Nha |
| Erraid                         | Inner Hebrides                                       | Scotland |
| Erromango                      | Thái Bình Dương                                      | Vanuatu |
| Ertholmene                     | also known as Christiansø                            | Đan Mạch |
| Ertvågøy                       |                                                      | Na Uy |
| Erwa                           | Dahlak Archipelago                                   | Eritrea |
| Esk                            | Great Palm Island group, Queensland                  | Úc |
| Isla del Espiritu Santo        | Baja California Sur                                  | México |
| Espiritu Santo                 | Thái Bình Dương                                      | Vanuatu |
| Cayo Esquivel                  | Đại Antilles                                         | Cuba |
| Esslinger                      | Alabama                                              | Hoa Kỳ |
| Estrada                        | Beira Baixa Islands                                  | Bồ Đào Nha |
| Eta                            | Bermuda                                              | Vương quốc Anh |
| Etolin                         | Alexander Archipelago, Alaska                        | Hoa Kỳ |
| Euboea                         | Greek archipelago                                    | Hy Lạp |
| Eustatia                       | British Virgin Islands                               | Vương quốc Anh |
| Eureka                         | Ohio River, West Virginia                            | Hoa Kỳ |
| Evans                          | Prince William Sound, Alaska                         | Hoa Kỳ |
| Evans                          | Nevada                                               | Hoa Kỳ |
| Evelyn                         | Bản mẫu:Country data Western Úc                      | Úc |
| Evelyn                         | Lake Huron, Ontario                                  | Canada |
| Evergreen                      | Lake Winnipesaukee, New Hampshire                    | Hoa Kỳ |
| Exchange                       | Leeward Islands in the Tiểu Antilles                 | Antigua and Barbuda |
| Exuma                          | Bahamas                                              | Bahamas |
| Eynhallow                      | The North Isles, Bản mẫu:Country data Orkney Islands | Scotland |
| Eysturoy                       | Quần đảo Faroe                                       | Đan Mạch |